# 莫哈末沙努西诺
哈芝莫哈末沙努西·莫哈末诺（1974年8月4日－），马来西亚政治人物，第15任吉打州务大臣。为马来西亚伊斯兰党副主席，国盟吉打州主席。现任吉打州议会仁那里州议员。

## 个人背景
莫哈末沙努西拥有华人血统，其祖父来自中国上海。

## 政治生涯

### 仁那里州议员、吉打州议会反对党领袖
2018年5月起担任吉打州的仁那里州议员，并自2018年7月起担任吉打州议会反对党领导人。直到2020年5月，其前任慕克里·马哈迪（前首相马哈迪·莫哈末之子）领导的希望联盟和土著团结党联合州政府垮台，由国民联盟中央政府接手。

### 吉打州务大臣
自2020年5月起担任吉打州第14任州务大臣，在2020年马来西亚政治危机后的5月接任。2020年5月27日，出任吉打第14任州务大臣。2023年8月14日，出任吉打第15任州务大臣。

## 争议事件

### 索取供应槟城水资源争执
2020年12月11日，沙努西指出，国会已通过2006年水供工业法令及成立吉打州水源机构（LSANK）以收取生水供应收入，因此吉打州有权向槟城索讨生水供应费用。若槟城政府不愿支付吉打生水费，他可以要求甘榜村民堵住慕达河的水源，并将河水引流至其他地方。12月13日，民主行动党秘书长林冠英发表文告指责莫哈末沙努的威胁言论，指他让河水不再经流槟城，让170万名槟城人无法取得生水，形容他「蛮横恶霸」态度只会优先分化国民团结、鼓吹民粹主义先于能力、并破坏种族和宗教和谐，是个不称职的吉打州务大臣。

### 向选民展示选票
2023年8月12日，沙努西在第15届吉打州选举中，向选民展示他所投下的政党，这也导致他违反1954年选举法令第5条“维护投票秘密”条文。

### 侮辱神明
2023年年底，沙努西在吉打州议会的总结环节上，以不点名的方式形容旅游、艺术及文化部长张庆信犹如一尊坐在香蕉树下的秃头大肚佛，完全吸引不到游客。张庆信表示沙努西却揶揄我像坐在香蕉树下的秃头大肚佛，一声不吭并未尽到推广大马旅游的职责。他嘲笑我像大肚佛，等于也在嘲笑神佛。而且，难道沙努西要我在双边会谈上代替首相发言吗？”

### 吉足球会贿款
2024年1月，吉打达鲁阿曼足球俱乐部消息人士曝光高层未缴纳球员薪资，还涉嫌收取600万马币贿款。在这则消息被曝光几天后，反贪会展开调查吉打足球工会涉嫌收取超过600万马币贿款的案件。4名嫌犯在这起案件中被逮捕，而作为吉打足球工会会长的沙努西也被传召到反贪会总部录取口供。根据调查，案件中的600万马币贿额被汇入某个足球工会的银行户头，贿款相信是作为协助一家公司获得赛道建筑工程，和在一个州属获得管理5个储水池项目的酬金。

## 选举成绩
| 年份 | 选区       | 候选人 | 候选人                   | 得票数 | 得票率 | 竞选对手                   | 竞选对手                     | 得票数 | 得票率 | 总票数 | 多数票 | 投票率 |
| ---- | ---------- | ------ | ------------------------ | ------ | ------ | -------------------------- | ---------------------------- | ------ | ------ | ------ | ------ | ------ |
| 2008 | N23 默兰迪 |        | 莫哈末沙努西（回教党）   | 7,974  | 49.20% |                            | 达祖丁阿都拉（巫统）         | 8,226  | 50.70% | 16,475 | 252    | 86.60% |
| 2018 | N24 仁那里 |        | 莫哈末沙努西（伊斯兰党） | 10,626 | 46.32% |                            | 玛哈兹阿都哈密（巫统）       | 8,171  | 35.61% | 27,641 | 2,455  | 84.70% |
| 2018 | N24 仁那里 |        | 莫哈末沙努西（伊斯兰党） | 10,626 | 46.32% | 莫哈末纳兹里（土著团结党） | 4,146                        | 18.07% |        | 27,641 | 2,455  | 84.70% |
| 2023 | N24 仁那里 |        | 莫哈末沙努西（伊斯兰党） | 21,823 | 79.08% |                            | 莫哈末奇兹里阿都卡欣（巫统） | 5,773  | 20.92% | 27,740 | 16,050 | 78.63% |

## 个人荣誉

### 封衔
- 吉打
  -  王冠斯里勋章（SPMK）- 拿督斯里（2021年）[16]